# Grant County (Kentucky)
Grant County je okres v severní část státu Kentucky v USA. K roku 2010 zde žilo 24 662 obyvatel. Správním městem okresu je Williamstown. Celková rozloha okresu činí 675 km².

## Sousední okresy
| Růžice kompasu | Gallatin County | Boone County            | Kenton County    | Růžice kompasu |
| Růžice kompasu | Owen County     | Sever                   | Pendleton County | Růžice kompasu |
| Růžice kompasu | Owen County     | Grant County (Kentucky) | Pendleton County | Růžice kompasu |
| Růžice kompasu | Owen County     | Jih                     | Pendleton County | Růžice kompasu |
| Růžice kompasu |                 | Scott County            | Harrison County  | Růžice kompasu |